# Steven Obanno
Steven Obanno is een personage uit de James Bondfilm Casino Royale uit 2006, gespeeld door Isaach De Bankolé.
Obanno is een officier in het Verzetsleger van de Heer. Hij is direct na de teaser in zijn kamp te zien, waar hij zojuist een gast heeft. Mr. White maakt een deal met hem. Obanno gaat hem financieren bij een aanslag op de firma Skyfleet. White laat de opdracht aan zijn handlanger Le Chiffre over, die ook het geld krijgt.
Als introductie moet Obanno een aanslag in Madagaskar regelen. De terrorist die deze opdracht krijgt mag hem pas uitvoeren wanneer Le Chiffre's handlanger Alex Dimitrios het sms'je ellipsis naar hem toestuurt. De terrorist wordt vermoord door MI6-agent James Bond.
Obanno krijgt geen geld terug van Le Chiffre, waarna hij Le Chiffre met zijn rechterhand opspoort. Le Chiffre blijkt in Montenegro te zitten. Hij gokt in Casino Royale. 's Avonds komt Obanno in Le Chiffre's hotelkamer en dreigt hem te vermoorden. Le Chiffre zegt dat hij zijn geld morgen krijgt. Als Obanno de hotelkamer uitstapt ziet hij Bond in de gang. Obanno probeert direct Bond te vermoorden, maar Bond vermoord zijn handlanger snel en na een lang gevecht wordt hij gewurgd door Bond, waarbij hij sterft.
Na Obanno's dood heeft Le Chiffre geen schulden meer. Hij blijft doorpokeren, verliest, martelt Bond, maar wordt dan doodgeschoten door Mr. White, omdat hij geen geld dankzij hem heeft vergaard. White zegt dan ook dat hij het belangrijk vindt te weten wie hij kan vertrouwen.